# ПАК біля мису Атлеш
Прибережний аквальний комплекс біля мису Атлеш — гідрологічна пам'ятка природи місцевого значення, розташована неподалік від села Оленівка Євпаторійського району АР Крим. Створена відповідно до Постанови ВР АРК № 97 від 22 грудня 1972 року.

## Загальні відомості
Площа — 180 гектарів. Розташована неподалік від села Оленівка Євпаторійського району.
Охоронна зона пам'ятки природи «Прибережний аквальний комплекс біля мису Атлеш» встановлена з метою захисту особливо охоронюваної природної території від несприятливих антропогенних впливів.